# 5784 Yoron
5784 Yoron è un asteroide della fascia principale. Scoperto nel 1991, presenta un'orbita caratterizzata da un semiasse maggiore pari a 2,6415918 UA e da un'eccentricità di 0,1228140, inclinata di 9,44301° rispetto all'eclittica.
L'asteroide è dedicato all'omonima isola, nella parte settentrionale della prefettura di Okinawa, da cui Y. Ueno nel 2008, da una latitudine di 27° N, è riuscito ad osservare α Crucis, posta a 63° S, sfruttando la rifrazione atmosferica per superare il limite di 90º posto dall'orizzonte.